# 忘れたいの
「忘れたいの」（わすれたいの）は、1968年10月に発売された真理明美のデビュー・シングルであり、かつ唯一のシングルである。オリジナル7インチシングル盤規格品番：SN-701。

## 解説
1964年、『モンローのような女』でデビューした真理はその後もコンスタントに映画出演を続ける傍ら、作曲家である鈴木淳に師事。歌唱指導を受けた。
満を持して1968年10月、自ら本名名義で作詩した本作で歌手デビューするも、ヒットには至らなかった。
しかしその後の2000年10月25日にコンピレーションアルバム『60’Sビート・ガールズ・コレクション・2』にCD化され収録、2003年には6枚組CD-BOX『魅惑のムード☆秘宝館』にも収録されるなど21世紀に入り再び脚光を浴びつつある。
- ジャケット写真の撮影は、青柳陽一（写真提供：ポケットパンチ）[5]。
- A・B面共に嬰ヘ短調である。A面は一人GSを思わせるビート歌謡[6]、B面はアンニュイなボッサ歌謡である。
- B面曲は2017年現在未CD化であり、国立国会図書館等で聴くことができる。
- 歌詩カード部分には詩と共に「忘れたいの」のメロディー譜が印刷されている[2]。

## 収録曲
1. 忘れたいの（2分50秒）
作詩：及川久美子／作曲：鈴木淳／編曲：森岡賢一郎
2. タバコの匂い（3分29秒）
作詩：有馬三恵子／作曲：鈴木淳／編曲：森岡賢一郎

## 備考
- 「忘れたいの」はJASRAC作品コード：084-0270-1／出典：JC (作曲者作品届) [7]
- 「タバコの匂い」はJASRAC作品コード：189-0250-2／出典：JC (作曲者作品届) [7]